# Taddart
Taddart (franska: Taddart (CR), Taddart (Commune Rurale), arabiska: أيت امحمد) är en kommun i Marocko.   Den ligger i provinsen Guercif och regionen Oriental, i den nordöstra delen av landet, 290 km öster om huvudstaden Rabat. Antalet invånare är 20 474.